# Lisa-Marie Vizaniari
Lisa-Marie Vizaniari (* 14. Februar 1971 in Lake Cargelligo, New South Wales) ist eine ehemalige australische Diskuswerferin, die auch im Kugelstoßen erfolgreich war.
1990 siegte sie im Diskuswurf bei den Commonwealth Games in Auckland und gewann Silber bei den Juniorenweltmeisterschaften in Plowdiw. Bei den Commonwealth Games 1994 in Victoria gewann sie Bronze im Kugelstoßen und wurde Sechste im Diskuswurf.
1995 kam sie im Diskuswurf bei den Weltmeisterschaften in Göteborg nicht über die erste Runde hinaus. In derselben Disziplin wurde sie bei den Olympischen Spielen 1996 in Atlanta Sechste und bei den Weltmeisterschaften 1997 in Athen Zwölfte. 1998 holte sie bei den Commonwealth Games in Kuala Lumpur Silber. Bei den Weltmeisterschaften 1999 in Sevilla schied sie in der Qualifikation aus, und bei den Olympischen Spielen 2000 in Sydney wurde sie erneut Achte.
1995 wurde sie Australische Meisterin im Kugelstoßen, 1996 und 1999 im Diskuswurf.
Sie ist ihrer eigenen Einschätzung nach die erste Olympiateilnehmerin, die sich als lesbisch outete.

## Bestleistungen
- Kugelstoßen: 16,61 m, 24. August 1994, Victoria
- Diskuswurf: 65,86 m, 2. März 1997, Melbourne